# サンライズ (BENNIE Kの曲)
「サンライズ」はBENNIE Kの8枚目のシングル。2004年9月22日発売。

## 解説
- BENNIE K初のオリコンシングルチャートランクインにして初のトップ10入りを果たした曲。この曲は、2004年11月4日にリリースされたアルバム『Synchronicity』にも収録されており、こちらも自身初のオリコンアルバムチャートトップ10入りを果たしている。
- 福岡ソフトバンクホークスの川﨑宗則選手の入場テーマ（2006年度6月～7月頃）として打席に立つ時に使われていた。
- 全曲が3rdアルバム『Synchronicity』に収録。

## 収録曲
1. サンライズ
  - 作詞：BENNIE K／作曲：BENNIE K、Mine-Chang／編曲：Mine-Chang
  - 曲の終了後、5秒間の空白を挟んで同一トラック内に隠しトラックとしてジャングルのテーマ(38秒)が収録されている。
2. TREASURE
  - 作詞：BENNIE K／作曲：BENNIE K、HAMMER／編曲：HAMMER
3. Lost Paradise feat. TSUYOSHI
  - 作詞：BENNIE K、TSUYOSHI／作曲：BENNIE K、TSUYOSHI、HAMMER／編曲：HAMMER